# 牧田登之
牧田 登之（まきた たかし、1935年（昭和10年）9月21日 - 2012年（平成24年）2月13日）は、日本の教育者、獣医学者。農学博士（1966年、東京大学にて取得）。

## 経歴・人物
滋賀県近江八幡市馬淵町に生まれる。東京大学大学院を修了後、山口大学農学部にて30年以上にわたり教鞭をとる。獣医学科（現共同獣医学部）の立ち上げにも深く関わり、長年その中心人物として活躍した。また農学部学部長を務めた。電子顕微鏡の第一人者。カナダをはじめとして各国への留学も積極的に行った。中国新聞社より中国文化賞受賞。山口大学退職後、長年にわたり動物看護士の育成に努めた。教え子に衆議院議員の山際大志郎がいる。
1966年、東京大学 農学博士。論文の題は「鶏卵管の微細構造に関する研究」。

## エピソード
- 中国文化賞を受賞した際のインタビューで「妻との約束を果たせた」と語ったが、これは結婚式の時に燕尾服を作った登之に妻が文句を言った際に「ノーベル賞を貰う時のため」と答えた事による。

- 病弱だった妹のために数km離れた場所まで毎日牛乳を買いに行った。